# Билибай
Билибай (каз. Билібай, до 1997 г. — Кандыкудук) — село в Жанакорганском районе Кызылординской области Казахстана. Входит в состав Байкенженского сельского округа. Код КАТО — 434037200.

## Население
В 1999 году население села составляло 290 человек (148 мужчин и 142 женщины). По данным переписи 2009 года, в селе проживало 539 человек (286 мужчин и 253 женщины).